# 가와이 마코토 (배우)
가와이 마코토(일본어: 河井 誠, 1974년 4월 24일 ~ )는 일본의 배우로, 오이타현 사이키시 출신이다.